# Bianca e Fernando

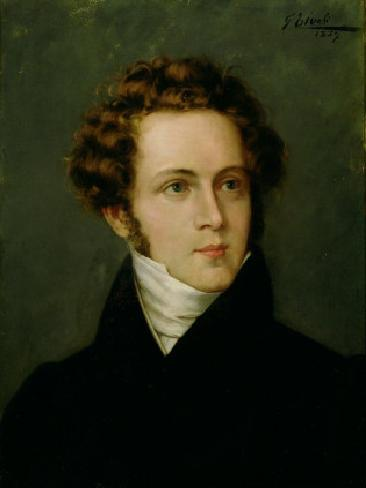
Vincenzo Bellini

Bianca e Fernando (Bianca och Fernando) är en italiensk opera (melodramma serio) i två akter med musik av Vincenzo Bellini och libretto av Domenico Gilardoni efter Carlo Rotis pjäs Bianca e Fernando alla tomba di Carlo IV, Duca di Agrigento (1825).

## Historia
Bellinis andra opera var beställd av den berömde impressarion Domenico Barbaja, som också hade främjat Rossinis karriär. Rotis pjäs utspelas på Sicilien och namnet Fernando var förbjudet att användas i titeln då det var namnet på den nyligen avlidne kungen Ferdinand I av Bägge Sicilierna. Operan hade premiär den 30 maj 1826 på Teatro San Carlo i Neapel under titeln Bianca e Gernando. Två år senare reviderade Bellini operan och återtog originaltiteln Bianca e Fernando. I denna nya version uppfördes operan vid invigningen av Teatro Carlo Felice i Genua den 7 april 1828.

## Personer
- Bianca (sopran)
- Fernando (tenor)
- Carlo, Hertig av Agrigento, fader till Bianco och Fernando (bas)
- Filippo (baryton)
- Clemente (bas)
- Viscardo (mezzosopran)
- Uggero (tenor)
- Eloisa (mezzosopran)

## Handling
Agrigento sent 1300-tal

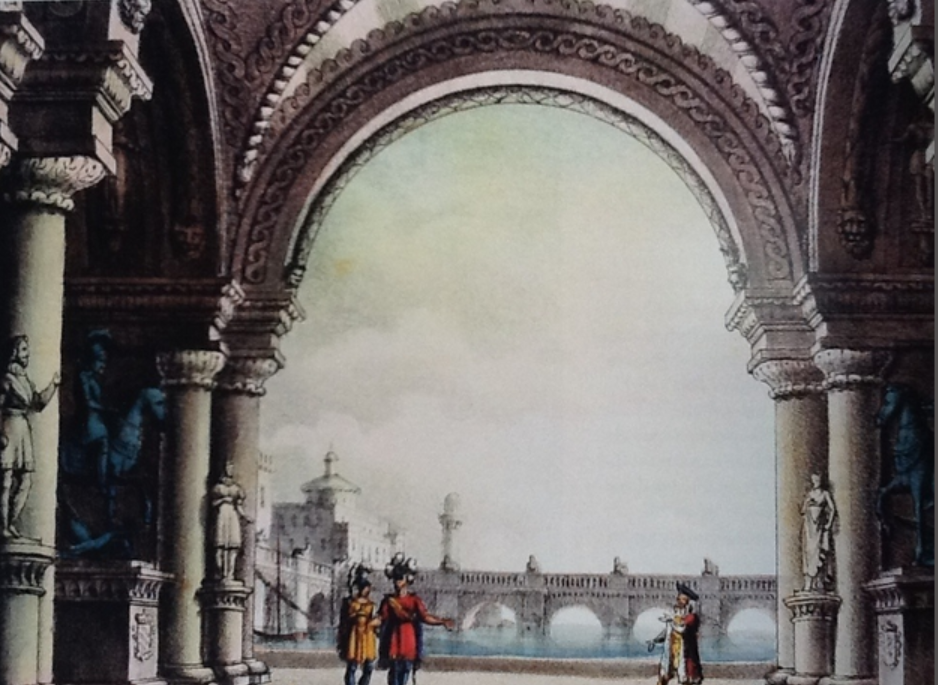
Dekor till akt I, 1828.

Filippo har i hemlighet fängslat Carlo, hertigen av Agrigento och tagit över tronen. Carlos son Fernando tvingades i exil trots att han bara var ett barn vid tillfället. Carlos dotter Bianca, änka efter hertigen av Messina, var ovetande om Filippos gärningar och har gått med på att bli hans hustru. Den vuxne Fernando återvänder hem för att hämnas fadern som han tror är död.
Akt I
Under falskt namn utger sig Fernando för att vara officer. Han anländer till Agrigentos palats och erbjuder sina tjänster till den nya hertigen. Han övertygar Filippos förtrogna, Viscardo att han såg Fernando dö och Filippo gläds åt nyheten. Han tar Fernando i tjänst utan tvekan och ämnar låta honom döda Carlo. Bianca anländer till palatset för att möta sin tilltänkta brudgum. Hon möter Fernando men känner inte igen honom efter alla åt och misstror honom. Fernando är övertygad om att systern står på Filippos sida.
Akt II
Filippo ger Fernando order att döda Carlo och meddelar samtidigt att han ämnar gifta sig med Bianca. Fernandos gamle hantlangare Clemente berättar för Bianca att Fernando önskar träffa henne och slutligen möts brodern och systern. Fernando berättar om Filippos plan att döda fadern. Gemensamt beger de sig till fängelset för att frige Carlo. Filippo hotar då att döda Biancas son om inte Fernando ger upp. Men den trofaste Clemente avväpnar honom och tyrannen är besegrad. Carlo återtar tronen.